# Harry Pennell
Harry Lewin Lee Pennell (1882 – mare del Nord, 31 maggio 1916) è stato un militare ed esploratore britannico.
Ufficiale della Royal Navy, partecipò alla spedizione Terra Nova in Antartide sotto Robert Falcon Scott con il ruolo di comandante della nave Terra Nova. Come naturalista dilettante, Pennell aiutò Edward Wilson and Dennis Lillie nei loro studi sugli uccelli e sulle balene del mare di Ross. Il 22 febbraio 1911 avvista per la prima volta la costa Oates.
Dopo il termine della spedizione, nell'estate 1914 viene assegnato all'incrociatore da battaglia HMS Queen Mary. Nel 1916 partecipa alla battaglia dello Jutland contro le forze della Kaiserliche Marine dove muore il 31 maggio a causa dell'affondamento della nave provocato dalle imbarcazioni tedesche SMS Seydlitz e SMS Derfflinger.